# Park

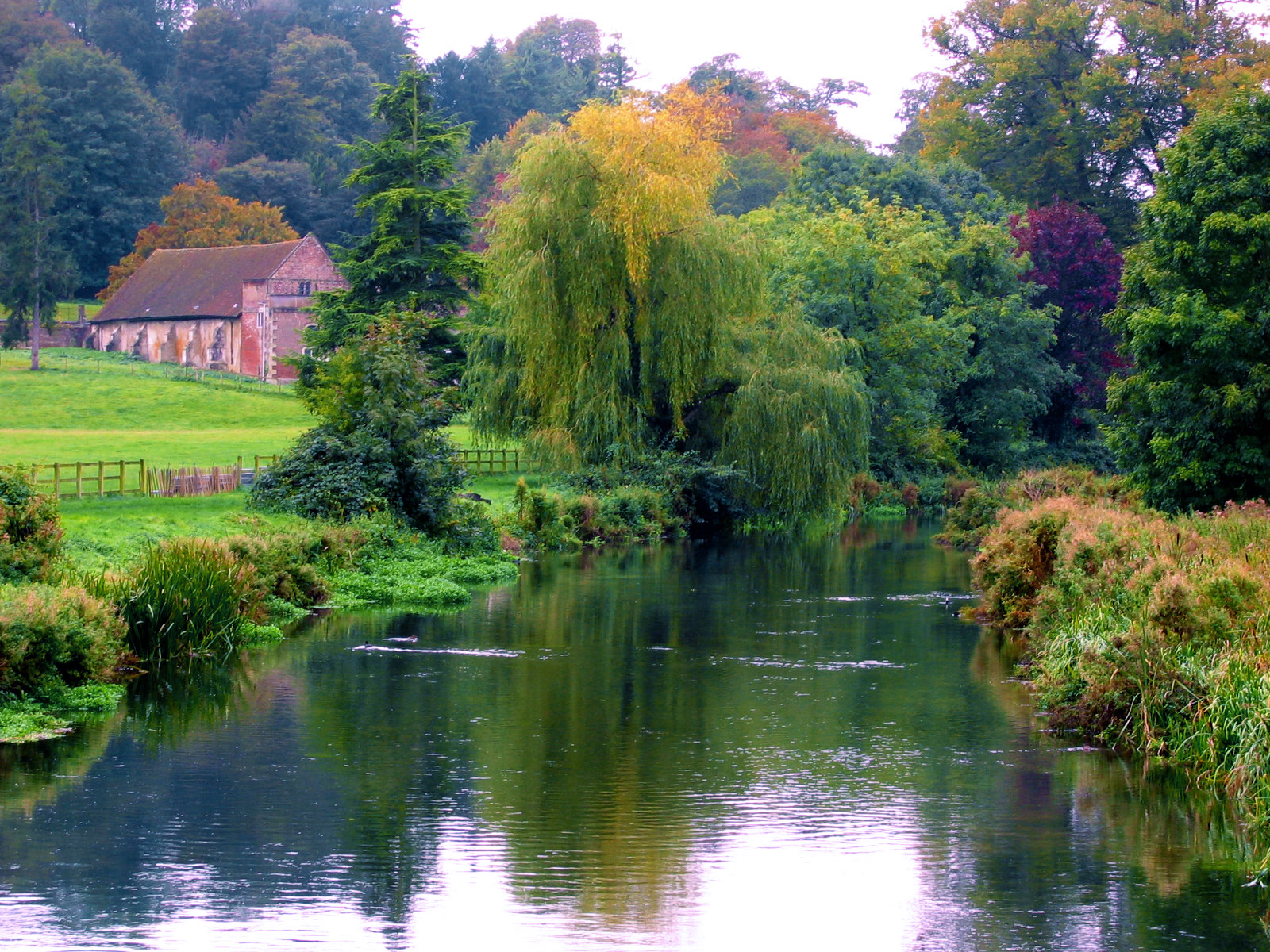
Engelse tuin

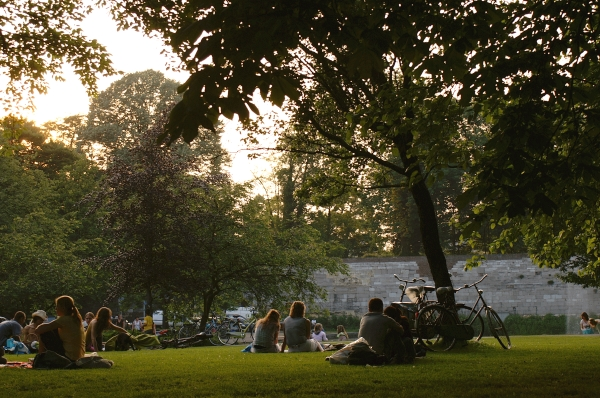
Stadspark Maastricht

Een park  is een tenmiste voor een deel door de mens ontworpen en aangelegd groen gebied met een overwegend recreatieve functie, met name om te wandelen. In parken vindt men vrijwel altijd een gevarieerde plantengroei met bomen, struiken, kruiden en grasland, en verder vijvers, paden en stijlkenmerken zoals kunstwerken. Er bestaan verschillende stijlen om parken in te richten zoals de Engelse landschapsstijl en de formele stijl van de Franse tuin.

## Oorsprong
De huidige betekenis van 'publieke wandelplaats' bestaat in het Nederlands al enkele eeuwen. Het is waarschijnlijk ontleend aan het Franse 'parc' dat omheind gebied betekent dat is bedoeld voor jacht, landbouw, fruitteelt of recreatie. Omstreeks 1700 wordt het meer gebruikt om een groot aangelegd - en beplant - gebied aan te duiden, aanvankelijk gekoppeld aan een landhuis, om te wandelen en te ontspannen. In de negentiende eeuw komt daar de betekenis wildpark (weer) bij en natuurpark of nationaal park. Ook in de negentiende eeuw wordt het woord gebruikt om een verzameling aan te duiden, zoals een wagenpark.

## Functies en typen
Parken vervullen sinds ongeveer het eind van de negentiende eeuw verschillende recreatieve functies. Zo wordt vaak de mogelijkheid geboden tot rust, spel, sport en studie. Voor verschillende functies zijn meestal afzonderlijke delen van het park aangewezen, zoals een roei- of visvijver, voetbalveld, renbaan, ligweide, festivalterrein, horeca, kinderboerderij en dergelijke. Soms is er een heemtuin of een collectie verschillende bomen, een arboretum. Parken vervullen daarnaast functies op het gebied van esthetiek, natuur of milieu. Bestuurders van steden zien vaak een stadspark als onmisbare aanvulling op de bebouwing. Binnen parken is er ruimte voor wilde planten en dieren, in het bijzonder in nationale en natuurparken. Parken kunnen bijdragen aan een plezierig stadsklimaat doordat bomen stof afvangen en het klimaat temperen.

## Stadspark
Een stadspark is een openbaar park dat in of bij een stad gelegen is. Stadsparken bestaan in Europa ongeveer een eeuw. Ze vormen de 'groene longen' van de steden, en geven steden letterlijk en figuurlijk lucht. De opkomst van het moderne stadspark is direct verbonden met het slechte klimaat in de sterk groeiende steden aan het eind van de 19e eeuw.
Stadsbewoners komen er om van rust te genieten en 'energie te tanken'. In vrijwel alle parken kan men wandelen en fietsen, maar veelal ook andere vormen van sport of spel beoefenen zoals roeien, paardrijden of skaten. 
Veel Belgische en Nederlandse steden hebben een of meer stadsparken, bijvoorbeeld:
- Abraham Ledeboerpark in Enschede, een van 's werelds mooiste stadsparken [4]
- Jubelpark en Warandepark in Brussel
- Koning Albertpark in Gent
- Koningin Astridpark in Brugge
- Stadspark in Antwerpen
- Stadspark in Groningen
- Vondelpark in Amsterdam
- Sonsbeekpark in Arnhem
- Vroesenpark in Rotterdam
- Westbroekpark in Den Haag
- Zuiderpark in Den Haag

Sommige wereldsteden hebben zeer beroemde parken, bijvoorbeeld:
- Bois de Boulogne, Bois de Vincennes, Parc Monceau, Parc des Buttes-Chaumont en Tuilerieën in Parijs
- Central Park in New York
- Hyde Park in Londen

## Natuurpark
Bij zogenaamde natuurparken is de recreatieve functie voor mensen nog wel van belang, maar is een belangrijk nevendoel de bescherming van bepaalde landschappen of dier- en plantensoorten. Bij deze natuurparken en nationale parken is de invloed van de mens op ontwerp en inrichting aanzienlijk kleiner dan bij de meeste stadsparken.

## Recreatiepark
Park kan in samenstellingen ook verwijzen naar een gebied met een specifiek recreatief doel, zoals een attractiepark, een bungalowpark of een sportpark. Soms wordt een dierentuin ook een park genoemd, zoals een vogelpark of een wildpark. Het groene karakter van deze parken is vaak ondergeschikt aan het recreatieve doel.